# Instrumento de Avaliação da Atenção Primária à Saúde
O Instrumento de Avaliação da Atenção Primária (em inglês, Primary Care Assessment Tool - PCAT) é um reconhecido método empregado na análise de serviços de atenção primária à saúde (APS), enfatizando sua orientação para os atributos essenciais e derivados deste nível de cuidado. Foi desenvolvido na década de 2000 por um grupo de pesquisadores da Universidade de Johns Hopkins, dentre eles Barbara Starfield e Leiyu Shi.
Adotando como referencial o modelo de Donabedian para qualidade em saúde, os itens do questionário abordam as dimensões estrutura e processo dos seguintes atributos da APS: acesso/primeiro contato com o sistema de saúde, longitudinalidade, coordenação do cuidado, integralidade, orientação familiar e comunitária. A coleta de dados ocorre a partir da aplicação de questionários em entrevista individual. As alternativas de resposta para os itens estão em escala Likert, com valores de 1 a 4, mais a opção "não sei/não lembro". A média aritmética dos valores das respostas produz o resultado da avaliação, chamado "escore geral", que costuma ser convertido numa escala de 0 a 10, considera-se que os serviços com pontuação acima de 6,6, ou seja, mais de dois terços das respostas positivas, apresentam um alto grau de orientação para a APS. 
O PCAT tem versões específicas para diversos públicos, como crianças, adultos acima dos 18 anos, profissionais de saúde e gestores dos serviços. Também já foi traduzido e validado para dezenas de idiomas, incluindo o português. Em 2019, o Instituto Brasileiro de Geografia e Estatística incorporou uma versão reduzida validada do PCAT ao questionário da Pesquisa Nacional de Saúde, o maior inquérito domiciliar sobre saúde do Brasil, fornecendo informações inéditas sobre a avaliação da APS em todo o território nacional. Instrumentos PCAT também foram utilizados na Pesquisa Nacional por Amostra de Domicílios Contínua, em 2022, para avaliar a atenção à saúde infantil, e na última Pesquisa Nacional de Demografia e Saúde.